# Kráľovská lúka
Kráľovská lúka je přírodní památka v oblasti Dunajské luhy.
Nachází se v katastrálním území obce Bodíky v okrese Dunajská Streda v Trnavském kraji. Území bylo vyhlášeno či novelizováno v letech 1975, 1982 na rozloze 3,24 ha. Ochranné pásmo nebylo stanoveno.